# Pastorační pracovník
Pastorační pracovník je osoba, jejíž činností je pastorace uvnitř církve i mimo ni. Svým působením duchovně doprovází osoby skrze různé životní situace, čímž je pro doprovázené oporou. Pojetí pastoračního pracovníka je vždy určeno jeho mírou odbornosti, specializace a místem působení. Prostřednictvím pastoračního pracovníka církev praktickým způsobem uskutečňuje své poslání - martyria a diakonia. Zatímco v rámci martyrie pastorační pracovník zvěstuje a hlásá evangelium o Ježíšově spáse, tak v souvislostí s diakonií se věnuje bratrské službě, která vychází z nejvyšší Lásky.
Pastorační pracovník se může zaměňovat se spirituálním pracovníkem. Východiskem pro činnost pastoračního pracovníka je biblické pojetí pastýřské péče. Pastýřskou péči nad člověkem vykonává Bůh, který se staví do role dobrého pastýře. Spočinutí člověka v Pastýřově stádě tak představuje stav blaženosti, v němž je člověku nakloněna Boží přízeň. Dalším důležitým východiskem je Ježíšovo podobenství O ztracené ovci. Podle tohoto podobenství Bohu (pastýři) záleží na každé ovci (člověku), která zabloudí a ztratí se. Dokud ji Pastýř nenajde, tak ji bude hledat, aby ji přivedl zpět do svého stáda. Pastorační pracovník je ustanoven k pečování o Boží lid, čímž se stává jakýmsi Božím prostředkem k nalezení jeho ztracené ovce. Zmíněné podobenství se věnuje hodnotě člověka, kterou člověk pro Boha má. O Boží hodnotě člověka, která vychází z podobenství o ztracené ovci zpívá americký zpěvák Cory Asbury ve své písni Reckless love.
Pozice pastoračního pracovníka není obecně závaznými právními předpisy v současné době zcela vymezena. V obecném pojetí je pastoračním pracovníkem každý, kdo zvěstuje víru v Abrahamova Boha. V užším pojetí je pastorační pracovník osoba, která v církevním společenství pečuje o své bližní, nebo vede službu, jejímž cílem je zprostředkování pomoci. Předchozí dvě pojetí vystihla neodborného pastoračního pracovníka. Odborný pastorační pracovník je odborně vzdělanou osobou, která splňuje profesní kvalifikační předpoklady pro vykonávání pastorační služby. V praxi se jedná o osoby, které získaly vyšší odborné nebo vysokoškolské vzdělání v oblasti teologických oborů.

## Pastorační pracovník ve zdravotnictví
Pastorační pracovník se pohybuje i ve zdravotnictví, nicméně jeho pozice není zákonem vymezena. Prostor pro jeho působení vychází z čl. 16 odst. 2 Listiny základních práv a svobod, podle které má každý právo projevovat své náboženské přesvědčení. Toto právo naplňuje zákon č. 372/2011 Sb., o zdravotních službách, podle kterého má pacient právo přijímat ve zdravotnických zářízeních duchovní péči nebo podporu, kterou zajišťují duchovní církví a náboženských společností registrovaných v České republice nebo od osob pověřených výkonem duchovenské činnosti. Výběr pastoračních pracovníků (nemocničních kaplanů) upravuje Dohoda o duchovní péči ve zdravotnictví mezi Českou biskupskou konferencí a Ekumenickou radou církví v České republice. V dohodě se církve zavazují, že budou vybírat pro duchovenskou službu osoby, které splňují určité kvality a předpoklady. Z dohody například plyne, že uchazeč o kaplanskou službu musí mít magisterské vzdělání z oblasti teologie. Pastorační pracovníci jsou ve zdravotnictví placeni různě - částečně z rozpočtu nemocnic, jindy jsou zaměstnanci církve, často to ale dělají i bez nároku na odměnu.
Zapojené církve do dohody:
- Apoštolská církev
- Bratrská jednota baptistů
- Církev bratrská
- Církev československá husitská
- Českobratrská církev evangelická
- Evangelická církev augsburského vyznání v České republice
- Evangelická církev metodistická
- Jednota bratrská
- Pravoslavná církev v českých zemích
- Starokatolická církev v ČR
- Slezská církev evangelická augsburského vyznání